# Nunciatura Apostòlica a Espanya
La nunciatura apostòlica a Espanya és una representació diplomàtica permanent de la Santa Seu a Espanya, fundada el 1528. La seu es troba a Madrid. El representant rep el nom de Nunci Apostòlic, i té el rang d'ambaixador. Durant gran part dels segles xix i xx els ocupants del càrrec han estat ascendits a càrrecs de la Cúria romana que pel costum han estat ocupats per cardenals. Aquest costum actualment ha cessat, tot i que encara està en ús a França.
L'actual nunci apostòlic a Espanya és Renzo Fratini, nomenat pel Papa Benet XVI el 20 d'agost de 2009.

## Cronologia dels nuncis apostòlics

### Segle XVI
- Giovanni Poggio † (juliol de 1529 - desembre de 1551 dimitit)
- Leonardo Marini, O.P. † (24 de març de 1552 - ?)
- Alessandro Crivelli † (novembre de 1561 - novembre de 1565 dimitit)
- Nicolò Ormanetto † (1572 - 18 de gener de 1577 traspassat)
- Filippo Sega † (8 de juliol de 1577 - de febrer de 1581 dimitit)
- Luigi Taverna † (30 d'abril de 1581 - 11 de desembre de 1585)
- Cesare Spacciani † (11 de desembre de 1585 - 27 d'agost de 1588)
- Annibale de Grassi † (27 d'agost de 1588 - 24 de juny de 1590 traspassat)
- Muzio Passamonte † (14 de juliol de 1590 - de gener de 1591)
- Pietro Millini † (de gener de [[1591 - 1592)
- Camillo Caetani † (1 d'octubre de 1592 - 1600)

### Seglexvii
- Domenico Ginnasi † (22 de febrer de 1600 - 1605)
- Giovanni Garzia Millini † (20 de juny de 1605 - 22 de maig de 1607 dimití)
- Decio Carafa † (22 de maig de 1607 - 17 d'agost de 1611 creat cardenal)
- Antonio Caetani † (27 d'octubre de 1611]] - de juliol de 1618 dimití)
- Francesco Cennini de' Salamandri † (17 de juliol de 1618 - 1621)
- Alessandro di Sangro † (2 d'abril de 1621 - 1622)
- Innocenzo Massimi † (23 de juny de 1622 - 1624)
- Giulio Cesare Sacchetti † (27 de gener de 1624 - 1626)
- Giovanni Battista Pamphilj † (30 de maig de 1626 - 1630 nomenat membre de la Cúria Romana)
- Cesare Monti † (1º de març de 1630 - 1634)
- Lorenzo Campeggi † (gener de 1634 - 1639)
- Cesare Facchinetti † (8 d'agost de 1639 - 1642 dimití)
- Giovanni Giacomo Panciroli † (18 de gener de 1642 - 1644)
- Giulio Rospigliosi † (14 de juliol de 1644 - 1652)
- Francesco Caetani † (14 de setembre de 1652 - desembre de 1653 dimití)
- Camillo Massimo † (8 de gener de 1654 - novembre de 1656 dimití)
- Carlo Bonelli † (27 d'octubre de 1656 - 14 de gener de 1664 creat cardenal)[1]
- Vitaliano Visconti † (16 d'agost de 1664 - febrer de 1668)
- Federico Borromeo † (25 de febrer de 1668 - juliol de 1670 dimití)
- Galeazzo Marescotti † (13 d'agost de 1670 - 27 de maig de 1675 creat cardenal)
- Savio Millini † (1 de juliol de 1675 - 1685)
- Marcello Durazzo † (5 de maig de 1685 - 2 de setembre de 1686 creat cardenal)
- Giuseppe Mosti †
- Federico Caccia † (5 de gener de 1693 - ?)
- Giuseppe Archinto † (13 de gener de 1696 - 18 de maig de 1699 nomenat arquebisbe de Milà)

### Seglexviii
- Francesco Acquaviva d'Aragona † (27 de març de 1700 - 17 de maig de 1706 creat cardenal)
- Antonio Felice Zondadari † (28 de maig de 1706 - 1709 expulsat)[2]
- Giorgio Spinola † (3 de juliol de 1711 - 26 de maig de 1713 nomenat nunci apostòlic a Àustria)
  - Interrupció de les relacions diplomàtiques
- Pompeio Aldrovandi † (2 de gener de 1717 - 1720)
- Alessandro Aldobrandini † (1º de juliol de 1720 - 2 d'octubre de 1730 creat cardenal)
- Vincenzo Antonio Alemanni Nasi † (20 de desembre de 1730 - 9 de setembre de 1735 traspassat)
- Silvio Valenti Gonzaga † (28 de gener de 1736 - 19 de desembre de 1738 creat cardenal)
- Giovanni Battista Barni † (1º d'abril de 1739 - 9 de setembre de 1743 creat cardenal)
- Enrique Enríquez † (8 de gener de 1744 - 26 de novembre de 1753 creat cardenal)
- Martino Innico Caracciolo † (20 de desembre de 1753 - 6 d'agost de 1754 traspassat)
- Girolamo Spinola † (8 de novembre de 1754 - 24 de setembre de 1759 creat cardenal)
- Lazzaro Opizio Pallavicino † (9 de febrer de 1760 - 26 de setembre de 1766 creat cardenal)
- Cesare Alberico Lucini † (18 de desembre de 1766 - 19 de febrer de 1768 traspassat)
- Luigi Valenti Gonzaga † (2 de setembre de 1773 - 20 de maig de 1776 creat cardenal)
- Nicola Colonna di Stigliano † (7 de juny de 1776 - 14 de febrer de 1785 creat cardenal)
- Ippolito Antonio Vincenti Mareri † (24 de maig de 1785 - 21 de febrer de 1794 creat cardenal)
- Filippo Casoni † (27 de maig de 1794 - 23 de febrer de 1802 creat cardenal)

### Seglexix
- Pietro Gravina † (1 de març de 1803 - 23 de setembre de 1816 nomenat arquebisbe de Palerm)
- Giacomo Giustiniani † (6 d'abril de 1817 - 13 de maig de 1826 nomenat arquebisbe, a títol personal, d'Ímola)
- Francesco Tiberi Contigliano † (9 de gener de 1827 - 1 d'agost de 1834 nomenat arquebisbe, a títol personal, de Jesí)
- Luigi Amat di San Filippo e Sorso † (13 de novembre de 1832 - 1835 dimití)
  - Interrupció de les relacions diplomàtiques
- Giovanni Brunelli † (22 de juliol de 1848 - 7 de març de 1853 creat cardenal)
  - Seu vacant
- Lorenzo Barili † (16 d'octubre de 1857 - 13 de març de 1868 creat cardenal)
- Alessandro Franchi † (13 de març de 1868 - de juny de 1869 dimití)
  - Seu vacant
- Giovanni Simeoni † (15 de març de 1875 - 17 de setembre de 1875 creat cardenal)
- Giacomo Cattani † (28 de gener de 1877 - 19 de setembre de 1879 creat cardenal)
- Angelo Bianchi † (19 de setembre de 1879 - 25 de setembre de 1882 creat cardenal)
- Mariano Rampolla del Tindaro † (19 de desembre de 1882 - 14 de març de 1887 creat cardenal)
- Angelo Di Pietro † (23 de maig de 1887 - 16 de gener de 1893 creat cardenal)
- Serafino Cretoni † (9 de maig de 1893 - 22 de juny de 1896 creat cardenal)
- Giuseppe Francica-Nava de Bontifè † (25 de juliol de 1896 - 19 de juny de 1899 creat cardenal)

### Segle XX
- Aristide Rinaldini † (28 de desembre de 1899 - 15 d'abril de 1907 creat cardenal)
- Antonio Vico † (21 d'octubre de 1907 - 27 de novembre de 1911 creat cardenal)
- Francesco Ragonesi † (9 de febrer de 1913 - 7 de març de 1921 creat cardenal)
- Federico Tedeschini † (31 de març de 1921 - 16 de desembre de 1935 creat cardenal)
- Filippo Cortesi † (4 de juny de 1936 - 24 de desembre de 1936 nomenat nunci apostòlic a Polònia)[3]
  - Silvio Sericano † (11 de juny de 1936 - 4 de novembre de 1936 dimití) (encarregat d'afers)
  - Isidro Gomá y Tomás † (19 de desembre de 1936 - 21 de setembre de 1937 dimití) (encarregat d'afers)
  - Ildebrando Antoniutti † (21 de setembre de 1937 - 1938 dimití) (encarregat d'afers)
- Gaetano Cicognani † (16 de maig de 1938 - 12 de gener de 1953 creat cardenal)
- Ildebrando Antoniutti † (21 d'octubre de 1953 - 19 de març de 1962 creat cardenal)
- Antonio Riberi † (28 d'abril de 1962 - 26 de juny de 1967 creat cardenal)
- Luigi Dadaglio † (8 de juliol de 1967 - 4 d'octubre de 1980 nomenat secretari de la Congregació pel Culte Diví i la Disciplina dels Sagraments)
- Antonio Innocenti † (4 d'octubre de 1980 - 25 de maig de 1985 creat cardenal)
- Mario Tagliaferri † (20 de juliol de 1985 - 13 de juliol de 1995 nomenat nunci apostòlic a França)
- Lajos Kada † (22 de setembre de 1995 - 1 de març de 2000 dimití)

### Segle XXI
- Manuel Monteiro de Castro (1 de març de 2000 - 3 de juliol de 2009 nomenat secretari de la Congregació pels Bisbes)
- Renzo Fratini, 20 d'agost de 2009 -
- Bernardito Auza, 1 d'octubre de 2019